# Уга (посёлок)
Уга — посёлок в Лузском муниципальном округе Кировской области России.

## География
Посёлок находится в северо-западной части Кировской области, в подзоне средней тайги, на левом берегу реки Лузы, вблизи места впадения в неё реки Уги, при автодороге 33Р-021, приблизительно в 62 км к юго-востоку от города Лузы. Абсолютная высота — 114 метров над уровнем моря.
Климат
Климат характеризуется как умеренно континентальный, с холодной продолжительной зимой и прохладным коротким летом. Средняя температура воздуха самого холодного месяца (января) составляет −14,5 °C (абсолютный минимум — −52 °С); самого тёплого месяца (июля) — 16,7 °C (абсолютный максимум — 35 °С). Годовое количество атмосферных осадков — 638 мм, из которых 310 мм выпадает в период с мая по сентябрь. Период активной вегетации длится 120 дней.

## Население
| 2010 |
| ---- |
| 160  |

Согласно результатам переписи 2002 года, в национальной структуре населения русские составляли 96 % из 271 чел.